# Dal Bhat

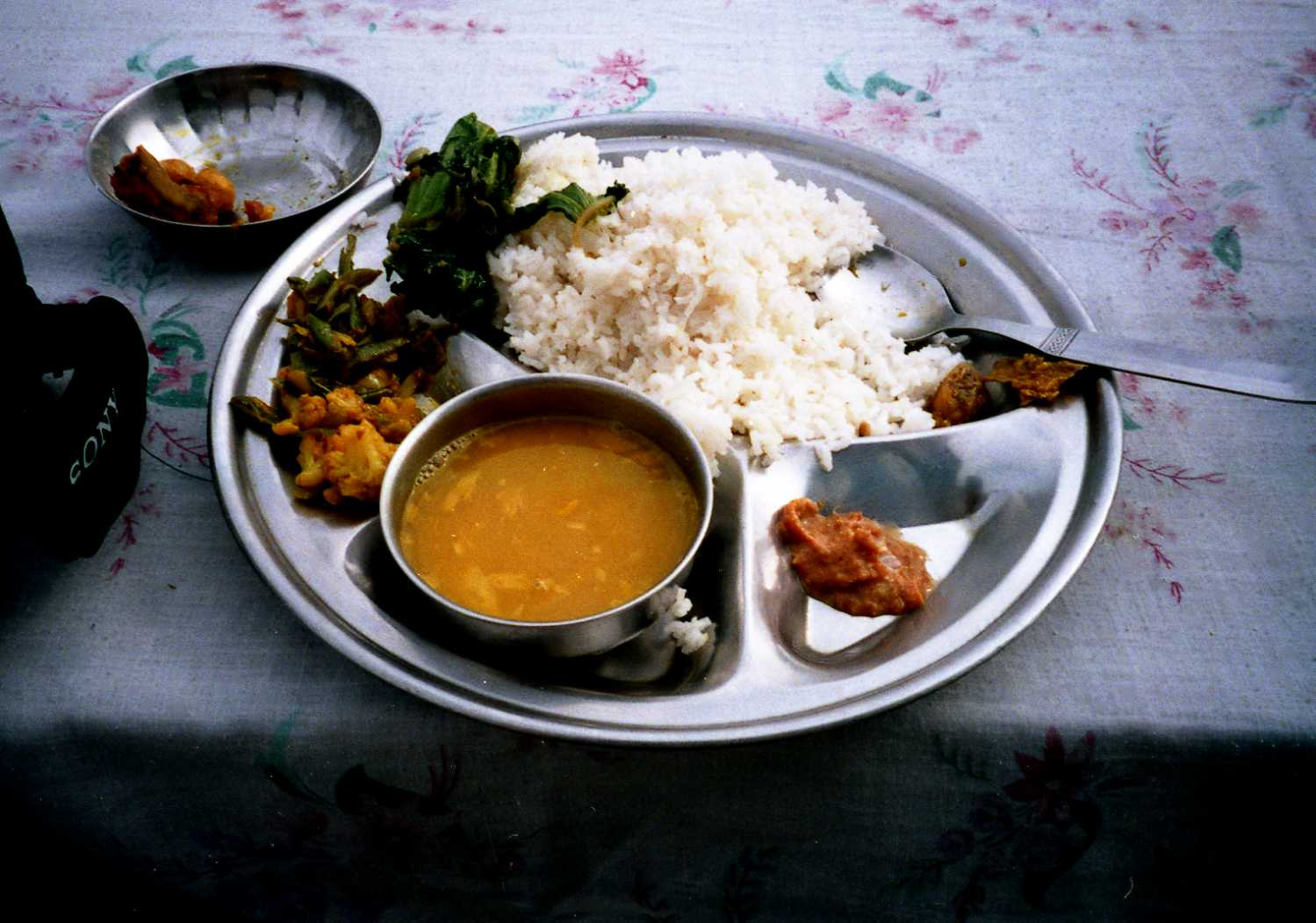
Dal Bhat

Dal Bhat (Hindi/Nepali: दालभात; dālbhāt) ist ein einfaches, preisgünstiges Alltagsgericht der südasiatischen Küche. Es besteht in der Hauptsache aus Linsensuppe (Dal), Reis (bhat) und Gemüse der Saison. Dal Bhat ist mit vielen Varianten auf dem gesamten indischen Subkontinent verbreitet und hat sich seither auch in anderen Teilen der Welt eingebürgert. Häufig wird Dal Bhat auch zusammen mit Fleisch- und Fischgerichten serviert.